# Hilo
Hilo is de grootste plaats (census-designated place) op het eiland Hawaï in de Amerikaanse staat Hawaï, en valt bestuurlijk gezien onder Hawaii County. Hilo ligt bij de monding van de Wailuku rivier aan de baai van Hilo. Hilo was van 1796 tot 1803 hoofdstad van het Koninkrijk Hawaï.
In Hilo zijn de basisfaciliteiten van de meeste telescopen van het Mauna Kea-observatorium gevestigd.
In Hilo wordt jaarlijks, meestal de week na Pasen, het Merrie Monarch hula Festival gehouden.
De stad is bereikbaar via Hilo International Airport (ITO).
In december 1935 dreigde het stadje te worden weggevaagd door een lavastroom uit de Mauna Loa, waarop twee squadrons bommenwerpers op 26 december de vulkaan bombardeerden en zo de eruptie wisten te stoppen.

## Demografie
Bij de volkstelling in 2010 werd het aantal inwoners vastgesteld op 43.263.

## Geografie
Volgens het United States Census Bureau beslaat de plaats een oppervlakte van
151,3 km², waarvan 140,6 km² land en 10,7 km² water. Hilo ligt op ongeveer 4 m boven zeeniveau.
Hilo's ligging aan de oostkant van het eiland Hawaï (aan de loefzijde ten opzichte van de passaat) maakt het de natste plaats in de Verenigde Staten en een van de natste steden in de wereld. Er valt in Hilo op het vliegveld gemiddeld jaarlijks 3245 mm regen. Op andere, hoger gelegen plaatsen, valt er meer regen (meer dan 5000 mm).

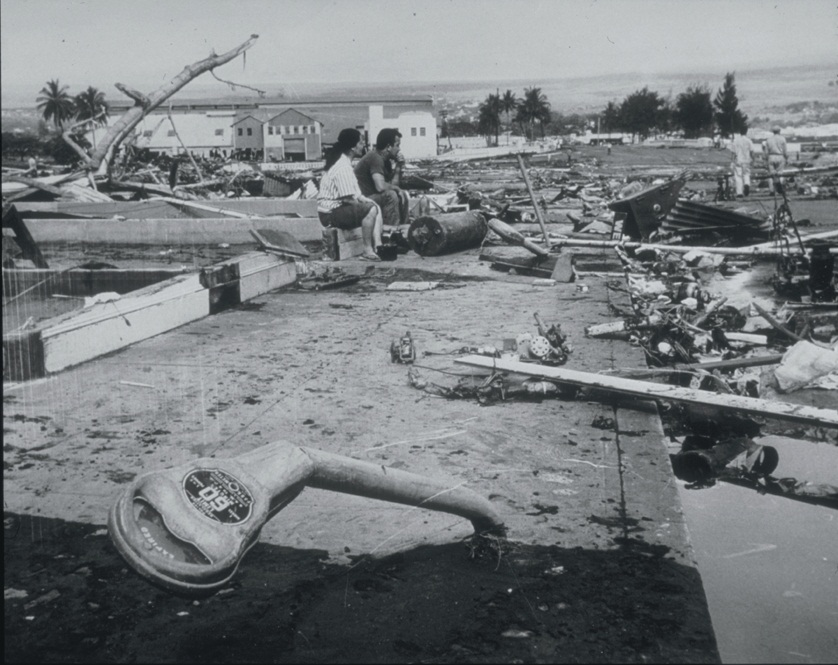
Hilo na de tsunami in 1960

Door de ligging aan een baai is Hilo erg vatbaar voor tsunamis. Op 1 april 1946 veroorzaakte een magnitude 7,8 aardbeving bij de Aleoeten een 14 meter hoge tsunami die Hilo 4,9 uur later bereikte. Hierbij werden 160 mensen gedood. Hierop werd een waarschuwingssysteem, het Pacific Tsunami Warning Center in 1949 opgericht om deze vloedgolven te volgen en ervoor te waarschuwen.
Op 23 mei 1960, kostte een andere tsunami, veroorzaakt door een magnitude 9,5 magnitude aardbeving de vorige dag voor de kust van Chili, het leven van 61 mensen, meest waarschijnlijk doordat deze mensen
de waarschuwende sirenes negeerden. Laaggelegen gebieden van Hilo op het Waiākea schiereiland en langs de baai van Hilo, die hiervoor bewoond waren, werden heringericht als parken en monumenten.

## Plaatsen in de nabije omgeving
De onderstaande figuur toont nabijgelegen plaatsen in een straal van 16 km rond Hilo.

## Bezienswaardigheden

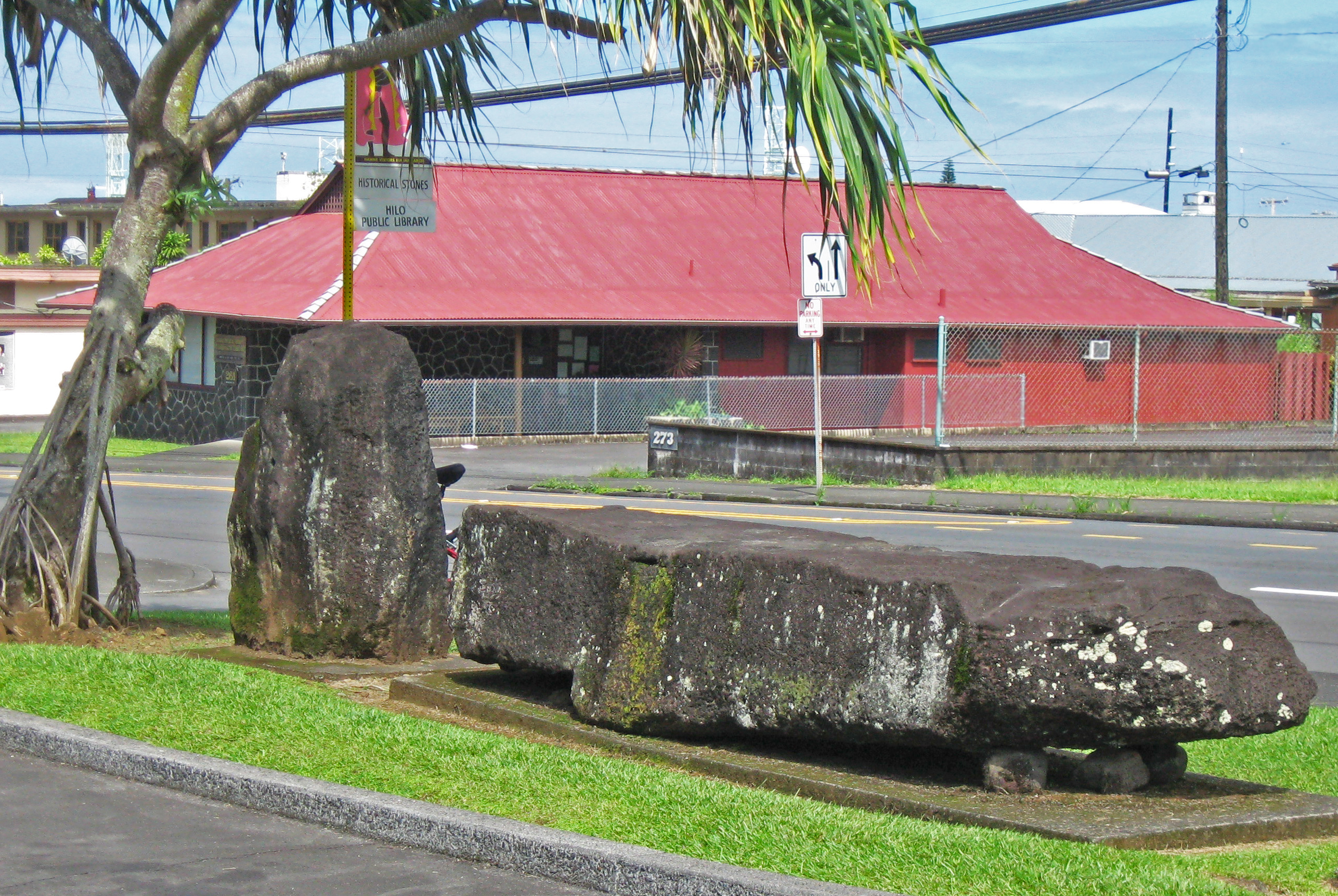
De Naha steen voor de bibliotheek in Hilo. Koning Kamehameha I zou deze steen opgetild hebben toen hij 14 jaar oud was.

- Banyan Drive. Een weg met vele banyan (Ficus benghalensis) bomen die geplant zijn door bekende personen (onder andere Amelia Earhart, Babe Ruth en Richard Nixon). Aan deze weg liggen ook de meeste hotels in Hilo.
- Liliʻuokalani Park and Gardens. Een park gelegen aan de baai van Hilo in Japanse stijl.
- Coconut Island. Een eilandje vlak bij het Lili'uokalani Park met een mooi uitzicht op de baai van Hilo.
- Lyman Museum[4]. Een museum over de Hawaïaanse cultuur met ook een verzameling schelpen en mineralen en het missie huis van de familie Lyman (uit 1839).
- Mauna Loa Macadamia Nut Corporation[5]. Een fabriek waar macadamianoten worden verwerkt. Er is een bezoekers centrum.
- Mokupāpapa Discovery Center over Papahānaumokuākea[6].
- Nani Mau Gardens[7]. Een botanische tuin.
- Pacific Tsunami Museum[8]. Een museum dat wil waarschuwen voor tsunamis na de vloedgolven van 1946 (tsunami) en 1960 (tsunami) die Hilo gedeeltelijk hebben verwoest.
- Pana'ewa Rainforest Zoo[9]. Een kleine dierentuin en botanische tuin gelegen aan de weg naar Keaau.
- University of Hawai'i bij Hilo Botanical Gardens.
- ʻImiloa Astronomy Center of Hawaï[10]. Een museum over astronomie (en de telescopen op Mauna Kea) en Hawaïaanse cultuur en geschiedenis. Er is ook een planetarium.
- De Hilo Farmers Market[11]. Deze markt is 7 dagen per week geopend, maar de beste dagen om langs te komen zijn woensdag en zaterdag omdat er dan meer aanbod is (~200 i.p.v. ~30 stalletjes.)
- Rainbow Falls[12] is een 24 meter hoge waterval in de rivier Wailuku in de stad Hilo. De naam verwijst naar de regenbogen die in de vroege morgen in de watervallen te zien zijn.

## Geboren
- Kamehameha II (1797-1824), koning van Hawaï
- Gabe Baltazar (1929-2022), saxofonist
- Jimmy Feigen (1989), zwemmer

## Partnerstad
Hilo is een partnerstad van:
- La Serena (Chili)